# Јанов Лубелски
Јанов Лубелски (пољ. Janów Lubelski) град је у Пољској у Војводству лублинском. По подацима из 2012. године број становника у месту је био 12 145.

## Становништво
| 2012.  |
| ------ |
| 12 145 |